# Танталтриникель
Танталтриникель — бинарное неорганическое соединение
никеля и тантала
с формулой TaNi3,
кристаллы.

## Получение
- Сплавление стехиометрических количеств чистых веществ:

{\displaystyle {\mathsf {3Ni+Ta\ {\xrightarrow {1550^{o}C}}\ TaNi_{3}}}}

## Физические свойства
Танталтриникель образует кристаллы нескольких модификаций:
- тетрагональная сингония, пространственная группа I 4/mmm, параметры ячейки a = 0,3627 нм, c = 0,7455 нм, Z = 2, структура типа триалюминийтитана Al3Ti [3];
- ромбическая сингония, пространственная группа P mmn, параметры ячейки a = 0,5114 нм, b = 0,4250 нм, c = 0,4542 нм, Z = 2 [4]. По другим денным [1] ячейка квазимоноклинная и в 6 раз больше.

Соединение конгруэнтно плавится при температуре 1550°С
и имеет область гомогенности 23÷28 ат.% тантала
.